# NGC 5361
إن جي سي 5361 (بالألمانية: NGC 5361) التي يرمز لها بالرمز NGC 5361، هي مجرة، في كوكبة السلوقيان.

## الاكتشاف
اكتشفت في 16 مايو 1787، بواسطة ويليام هيرشل.